# Prieuré de Bonne-Nouvelle
Pour les articles homonymes, voir Bonne-Nouvelle.
Le prieuré Notre-Dame du Pré ou prieuré Notre-Dame de Bonne-Nouvelle est un prieuré bénédictin qui se trouvait dans le faubourg Saint-Sever de Rouen.

## Légende
L'origine la plus plausible du nom de « Bonne nouvelle », parmi les nombreuses interprétations, est donnée par Nicétas Périaux dans son Dictionnaire indicateur et historique des rues et places de Rouen édité en 1870 : « La fondatrice du prieuré de Notre-Dame du Pré, la Reine Mathilde, femme de Guillaume le bâtard, lui a donné en 1066 sa dénomination actuelle. On rapporte qu’elle était en prières dans l’église Notre-Dame du Pré, lorsqu’on lui annonça que le duc venait de remporter une victoire sur les Anglais. Pour perpétuer le souvenir de cette nouvelle, […] la duchesse Mathilde voulut que le prieuré portât le nom de  « Bonnes-Nouvelles » (ici au pluriel car la reine Mathilde voulut associer à la victoire de Hastings, la mémoire de l’incarnation de la vierge Marie), dont on a fait « Bonne-Nouvelle ».

## Historique
En 1243, le prieuré est détruit par un incendie. En 1351, la l'église est en grande partie détruite par la foudre. Peu de temps après sa reconstruction, le prieuré est ravagé par les calvinistes en 1562 pendant le siège de Rouen. Bonne-Nouvelle est complètement détruit pendant le siège de Rouen en 1592. Les religieux de la Congrégation de Saint-Maur prennent possession des lieux en 1626. Après la Révolution française, l'église sert de caserne d'infanterie. La façade de l'église est démolie en juin 1855. Quelques colonnes sont conservées dans le square André-Maurois à Rouen.